# KACHIDOKI THE TOWER
KACHIDOKI THE TOWER（勝どき ザ・タワー）は、東京都中央区勝どきにある超高層マンションである。勝どき五丁目地区第一種市街地再開発事業のB-1街区に建てられた。1棟のタワーマンションでは日本最大の戸数、人口数（大規模マンション参照）である。本項では他の街区に整備された建物等についても記載する。

## 概要
計画地には従前、都営住宅月島アパート7棟、国官舎2棟、民間分譲マンション2棟、店舗等併用住宅3棟、水産庁詰所1棟の建物が建ち並んでいたが、いずれも築50年以上が経過し、老朽化が進んでいた。
そうした中、1993年に都市計画決定された環状2号線は、地下トンネル計画を地上に変更する見直しが行われ、地区内のマンションに隣接して高架道路が整備される事になった。これを受け、環境の変化に対する懸念から新たな街づくりを進める機運が高まり、2006年10月に地元で再開発勉強会が発足し、それからわずか10年で竣工を迎えた。通常10年以上の歳月がかかる再開発事業としては異例の速さとなっている。
施行区域は約1.9haで新月島運河に面するA街区（敷地面積1,653㎡）、清澄通りと西仲通りに面するB-1街区（同約10,878㎡）、区道中月第816号線に面するB-2街区（同851㎡）からなり、鹿島建設が特定業務代行者として、再開発組合事務局運営から設計、施工、マンション分譲まで一貫して担当。また同社、三井不動産レジデンシャル、三菱地所レジデンス、住友商事、野村不動産が再開発に参加組合員として加わった。

## 各街区に整備された建物等

### A街区
新月島運河の水辺空間を活かし、敷地南側に中央区立勝どき5丁目親水公園を整備したほか、街区棟である勝どき ザ・リバーフロントも建てられた。 ザ・リバーフロントは地上6階建て。低層階に保育園、お年寄りセンターを配置し、その上には18戸の共同住宅を配置した。

### B-1街区
地下2階、地上53階建ての勝どき ザ・タワーが位置する。総戸数は1,420戸でうち、102戸は事業協力者住戸となっている。1、2階に店舗、1～4階にサービス付き高齢者向け住宅などの公益施設を配置した。
トライスター形状をとる首都圏のタワーマンションとしては、芝浦アイランドケープタワー、SKYZ TOWER&GARDENに次いで3例目となっている。
構造等
鹿島建設が考案した各ウイングをずらすと共に住宅の配置を工夫した「風車型トライスター」を導入した。これによって、建物幅がコンパクトになり、近隣への影響の軽減が可能となった。また、3棟の連結部には開発した建物全体で地震力を吸収する世界初の制震構造「VDコアフレーム構法®」を搭載。加えて、堅牢な地盤に直接建物を建設する「直接基礎」も採用している。

### B-2街区
水産庁の寄宿舎と区の地域防災備蓄倉庫などからなる5階建ての街区棟が建てられた。また外構にはマンホールトイレやかまどベンチなども配置した。

## 沿革
- 2006年（平成18年）10月 - 勝どき五丁目地区第一種市街地再開発勉強会発足。
- 2010年（平成22年）2月 - 都市計画決定。
- 2011年（平成23年）10月 - 勝どき五丁目地区第一種市街地再開発組合発足。
- 2013年（平成25年）9月 - 着工。
- 2016年（平成28年）12月 - 竣工。

## 交通アクセス
地下鉄
- 都営地下鉄大江戸線 - 勝どき駅（A4a出口）
- 東京メトロ有楽町線・都営地下鉄大江戸線 - 月島駅（10番出口）

路線バス
- 東京駅丸の内南口・有楽町駅前・銀座四丁目より都営バス都04系統「新島橋」下車
- 亀戸駅前・とうきょうスカイツリー駅前・門前仲町より都営バス門33系統「新島橋」下車
- 虎ノ門ヒルズ・新橋駅より東京BRT「勝どきBRT」下車
- 四谷駅・半蔵門・日比谷より都営バス都03系統「勝どき駅前」下車
- 東京駅丸の内南口・有楽町駅前・銀座四丁目より都営バス都05系統「勝どき駅前」下車
- 東京駅八重洲口・新川・聖路加病院前より都営バス東15系統「勝どき駅前」下車

水上バス
- 東京都観光汽船お台場ライン - 晴海発着所